# Lughnasadh
Lughnasadh (pronuncia-se lunasá), também conhecido como Lammas (pronuncia-se lamas) ou Festival da Primeira Colheita, é um dia sagrado no paganismo, tendo origem principalmente celta. É celebrado no dia 1° de fevereiro no hemisfério sul e no dia 1º de agosto no hemisfério norte.
É importante lembrar que os Sabás não são originários da Wicca. São comemorações muitos mais antigas do que essa religião — surgida em meados da década de 50 — , que as agregou, além doutras características, a sua doutrina.

## Simbolismo
Esse sabá, que ocorre entre o Solstício de Verão (Litha) e o Equinócio de Outono (Mabon),  é uma festa da primeira colheita e época de agradecimento aos Deuses por tudo que se colheu. Agradece-se ao que foi bom e também ao que pareceu ruim, pois na religião Wicca crê-se que tudo o que acontece na vida faz parte do caminho evolutivo de cada um.
O nome Lughnasadh veio duma festa agrícola típica dos Célticos. Uma festa da colheita em honra a Lugo, o maior guerreiro dentre os celtas, pois derrotou os gigantes que exigiam sacrifícios humanos.
Já o nome Lammas significa "Massa do Pão (loaf mass)", que representa o alimento (geralmente pão ou bolo ou qualquer outra massa) feito com grãos, que representam a colheita, e repartido como alimento sagrado entre os membros do coven ou da família ou mesmo entre amigos. Esse nome vem do costume medieval de levar os primeiros pães (bolos etc) a uma celebração.

## Costumes e Tradições
Além da tradicional "Massa de Lugo", nessa época são feitos bonecos de palha (de milho ou trigo) representando os Deuses, chamados de Senhor e Senhora do Milho, segundo a tradição da religião Wicca. Esses bonecos são tidos como amuletos de proteção durante todo o ano, até o próximo Lammas, em que são queimados na fogueira ou no caldeirão.
Na fogueira, os bonecos de milho do ano passado, juntamente a papéis contendo agradecimentos aos Deuses, são queimados; isso ocorre como uma maneira de lembrar aos wiccanos de que se há de queimar o passado e utilizá-lo como combustível ao seu futuro. 
As noites já começaram a ficar mais longas, desde o Solstício de Verão; aproximando-se a época da partida do Deus para a Terra do Verão, deixando sua própria semente no ventre da Deusa, donde renascerá (mantendo o eterno ciclo do nascer-morrer-renascer).

## Correspondências
Em cada um dos 8 sabás da Roda do Ano na religião Wicca existem correspondências específicas à composição dos rituais baseadas nos simbolismos de cada época.
Plantas e frutos: Flores da acácia, aloés, olíbano, nozes, cerejas, arroz, cevada, urze, murta, girassol, milho, aveia, trigo, amoras, maçãs, além de todos os grãos e frutos maduros da estação.
Comidas típicas: Pães caseiros, bolos de cevada, cordeiro assado, além de tortas e outros pratos feitos a partir dos frutos da estação.
Bebidas típicas: Vinhos, cervejas, chás e sidras, além de sucos e outras bebidas preparadas a partir dos frutos da estação.
Incensos: acácia, aloé, olíbano, rosa e sândalo.
Cores: laranja e amarela.
Pedras: aventurina, citrino, peridoto e sardônia.
Deuses geralmente representados: Lugo, Baco, Apolo, Rá, Ceres, Deméter, Mani, Urihi, Kupeirup, Iaçá, Danu, Gaia, Pele, Brígida, Uzume,  e os demais deuses e deusas da colheita, fartura e proteção.

## Toque Brasileiro
Alguns pagãos brasileiros preferem utilizar simbolismos mais próximos à cultura do Brasil, principalmente os simbolismos da cultura indígena (que são considerados os mais ‘originais’ dos brasileiros).
Nesse sabá, podemos citar a Deusa indígena Mani. Segundo a lenda, a filha do chefe de uma tribo apareceu grávida, porém ela jurava não se ter deitado com homem algum. O pai, seguindo a tradição, mata-la-ia; entretanto, na noite anterior ao ato, um espírito dos Antigos Anciãos da sua tribo veio-lhe em sonho e disse-lhe que a criança possuiria uma grande magia e que não deveria ser morta.
Quando a criança nasceu, sua pele era tão branca que mais parecia a própria lua a brilhar. Já nasceu sabendo falar, no segundo dia de vida, aprendeu a andar. Após um ano, aconselhando a tribo com as sábias palavras de uma Deusa, Mani morreu. Segundo a tradição, foi enterrada na oca de sua mãe, que a regava todos os dias.
Dentro de algum tempo, uma planta nasceu naquele lugar, uma planta cujas raízes escuras eram tão grandes que chegaram a sair do chão. Entretanto, o interior da raiz era tão branco quanto a alva pele de Mani; assim a planta ficou conhecida como Mandioca, que quer dizer: a Oca (casa) de Mani.
Por isso, em honra a Deusa Mani, também é muito comum no Brasil a valorização da mandioca e de outras plantas típicas no ritual de Lughnasad: a Festa da Colheita.